# Гарст, Росуэлл
Росуэлл «Боб» Гарст (англ. Roswell "Bob" Garst; 1898—1977) — американский фермер, миллионер, известный своими близкими связями с СССР.

## Биография
Росуэлл Гарст родился 13 июня 1898 года. В 1930-е годы Гарст путешествовал по западной части Соединённых Штатов Америки, где убедился в преимуществах гетерозисной кукурузы, и вскоре основал компанию Garst & Thomas Co. (англ.) по производству семян гетерозисной кукурузы.
Впервые Гарст посетил СССР в 1955 году. Он приехал на Всесоюзную сельскохозяйственную выставку в составе делегации фермеров из Айовы по приглашению тогдашнего замминистра сельского хозяйства Владимира Мацкевича. На выставке Гарст долго рассказывал о возможностях и преимуществах производства и переработки кукурузы, новых схемах удобрения почв и сельской механизации, заявляя, что «американский опыт поможет поднять на новый уровень советское сельское хозяйство». После Москвы делегация отправилась через Киев и Одессу в Крым на встречу с Никитой Хрущёвым. С этой встречи между Гарстом и Хрущёвым завязалась дружба.
Личный переводчик Хрущёва Виктор Суходрев рассказывал в интервью газете «Труд»:
…Я несколько раз переводил на встречах Гарста и Хрущева, и могу сказать, что это были беседы двух людей: одного, настоящего специалиста по кукурузе, и второго — того, кто думал, что он является специалистом…
Во время визита в США Хрущёв посетил ферму Гарста. Хрущёв, считая себя специалистом, равным Гарсту, пытался давать ему советы, указывая на то, что кукуруза на его ферме слишком густо посажена. Во время визита ферму осаждала толпа журналистов, пытавшаяся подобраться как можно ближе к Хрущёву и Гарсту. Когда Гарсту это надоело, он начал швырять в них кукурузными початками и навозом, и даже угрожал спустить с цепи быка.
Во время своего очередного визита в СССР Гарст посетил кубанские колхозы и увидел, что кукурузу там сеют без удобрений, устроил разнос председателю колхоза, сказав, что пожалуется Хрущёву. Хрущёв ответил, что знает об этом, но «нужно народ кормить».
В 1950-е — 1960-е годы имя Росуэлла Гарста часто появлялось в советских газетах, которые печатали статьи о его новых методах посевов кукурузы. Большими тиражами выходили книги, посвящённые кукурузному хозяйству Гарста. Сам же Гарст из-за своего сотрудничества с СССР испортил отношения с частью своих партнёров и соседей-фермеров. Против такого сотрудничества с СССР выступали поначалу Государственный департамент США и ФБР. Гарста даже обвиняли в принадлежности к коммунистам, хотя его родственники говорят, что он не был даже сочувствующим.
Гарст сотрудничал не только с СССР, но и с Чили, Францией и Германией. После снятия Хрущёва в 1964 году его сотрудничество с СССР пошло на спад.
Гарст умер 4 ноября 1977 года от карциномы. В настоящее время потомки Гарста пытаются организовать сельский туризм на ферме.
Рейчел Гарст о Росуэлле Гарсте:
Мой дед готов был поделиться своими знаниями в то время, когда СССР пытался поднять сельское хозяйство. При помощи сельского хозяйства он хотел преодолеть идеологические разногласия, вот и мы проводим Дни Хрущева в Айове ради укрепления дружбы и сотрудничества в период охлаждения отношений между странами… Все-таки, что бы ни говорили о Хрущеве, он был интересным человеком, и, безусловно, лучшим предпринимателем среди коммунистов. Знаете, на самом деле была ещё одна причина того, что мой дед решил сотрудничать с СССР. Он часто говорил: «Голодные люди — опасные люди»…
О дружбе Хрущёва и Гарста в 2011 году даже была поставлена пьеса.